# Pontonema vulgare
Pontonema vulgare är en rundmaskart som först beskrevs av Bastian 1865.  Pontonema vulgare ingår i släktet Pontonema och familjen Oncholaimidae. Arten är reproducerande i Sverige. Inga underarter finns listade i Catalogue of Life.